# Жвірувка
Жвірувка (пол. Żwirówka) — село в Польщі, у гміні Галінув Мінського повіту Мазовецького воєводства.
Населення — 70 осіб (2011).
У 1975-1998 роках село належало до Варшавського воєводства.

## Демографія
Демографічна структура станом на 31 березня 2011 року:
|          | Загалом | Допрацездатний вік | Працездатний вік | Постпрацездатний вік |
| -------- | ------- | ------------------ | ---------------- | -------------------- |
| Чоловіки | 33      | 5                  | 26               | 2                    |
| Жінки    | 37      | 5                  | 23               | 9                    |
| Разом    | 70      | 10                 | 49               | 11                   |